# NGC 236
NGC 236 je galaksija u zviježđu Ribe.

## Vanjske poveznice
- SEDS: NGC 0236